# Feathergun
Feathergun es el tercer álbum de estudio del grupo estadounidense Rishloo, lanzado en 2010 de manera independiente, al igual que los dos anteriores.

## Lista de canciones
Todas las canciones escritas y compuestas por Rishloo. 
| Feathergun |                                       |          |  |
| N.º        | Título                                | Duración |  |
| 1.         | «Scissorlips»                         | 5:49     |  |
| 2.         | «Turning Sheep Into Goats»            | 3:54     |  |
| 3.         | «Systematomatic»                      | 3:41     |  |
| 4.         | «River Of Glass»                      | 4:54     |  |
| 5.         | «Keyhole In The Sky»                  | 5:13     |  |
| 6.         | «Downhill»                            | 8:13     |  |
| 7.         | «Feathergun In The Garden Of The Sun» | 5:17     |  |
| 8.         | «Dreamcatcher»                        | 0:54     |  |
| 9.         | «Diamond Eyes»                        | 6:25     |  |
| 10.        | «Katsushika»                          | 4:59     |  |
| 11.        | «Weevil Bride»                        | 8:50     |  |
| 58:09      |                                       |          |  |

## Créditos
Integrantes
- Sean Rydquist: bajo
- Jesse Smith: batería
- David Gillett: guitarra
- Andrew Mailloux: voz